# NGC 507
NGC 507 je galaksija u zviježđu Ribe.

## Vanjske poveznice
- SEDS: NGC 0507